# Aliboron wongi
Aliboron wongi là một loài bọ cánh cứng trong họ Cerambycidae.